# Drepanopses rufipicta
Drepanopses rufipicta är en fjärilsart som beskrevs av George Francis Hampson 1926. Drepanopses rufipicta ingår i släktet Drepanopses och familjen nattflyn. Inga underarter finns listade i Catalogue of Life.